# طواف روماندي 2009
طواف روماندي 2009 (بالإنجليزية: 2009 Tour de Romandie)‏ هو سباق دراجات هوائية أقيم بتاريخ 28 أبريل–3 مايو، تكون السباق من 5 مراحل. فاز به التشيكي رومان كريوزيجير وحلّ ثانيا الروسي فلاديمير كاربتس.

## الترتيب
| م                     | الدرّاج          | البلد  | الزمن |
| --------------------- | --------------- | ------ | ----- |
| الفائز بالترتيب العام | رومان كريوزيجير | التشيك |       |
| الثاني                | فلاديمير كاربتس | روسيا  |       |
| أفضل شاب              | رومان كريوزيجير | التشيك | -     |